# Збірна Словенії з футзалу
Збірна Словенії з футзалу — національна збірна Словенії з футзалу, яка контролюється Футбольним союзом Словенії. Вона представляє країну на міжнародних змаганнях з футзалу, таких як Чемпіонат світу та Європи.

## Турнірні досягнення

### Чемпіонат світу з футзалу
| Досягнення на ЧС       | Досягнення на ЧС   | Досягнення на ЧС  | Досягнення на ЧС  | Досягнення на ЧС  | Досягнення на ЧС  | Досягнення на ЧС  | Досягнення на ЧС  | Досягнення на ЧС  |
| Рік                    | Етап               | Згр               | В                 | Н                 | П                 | З                 | Пр                |                   |
| ---------------------- | ------------------ | ----------------- | ----------------- | ----------------- | ----------------- | ----------------- | ----------------- | ----------------- |
| Нідерланди 1989        | Частина Югославії  | Частина Югославії | Частина Югославії | Частина Югославії | Частина Югославії | Частина Югославії | Частина Югославії | Частина Югославії |
| Гонконг 1992           | Не брали участі    | —                 | —                 | —                 | —                 | —                 | —                 |                   |
| Іспанія 1996           | Не кваліфікувалися | —                 | —                 | —                 | —                 | —                 | —                 |                   |
| Гватемала 2000         | Не кваліфікувалися | —                 | —                 | —                 | —                 | —                 | —                 |                   |
| Китайський Тайбей 2004 | Не кваліфікувалися | —                 | —                 | —                 | —                 | —                 | —                 |                   |
| Бразилія 2008          | Не кваліфікувалися | —                 | —                 | —                 | —                 | —                 | —                 |                   |
| Таїланд 2012           | Не кваліфікувалися | —                 | —                 | —                 | —                 | —                 | —                 |                   |
| Колумбія 2016          | Не кваліфікувалися | —                 | —                 | —                 | —                 | —                 | —                 |                   |
| Литва 2021             | Не кваліфікувалися | —                 | —                 | —                 | —                 | —                 | —                 |                   |

### Чемпіонат Європи з футзалу
| Досягнення на ЧЄ | Досягнення на ЧЄ   | Досягнення на ЧЄ | Досягнення на ЧЄ | Досягнення на ЧЄ | Досягнення на ЧЄ | Досягнення на ЧЄ | Досягнення на ЧЄ | Досягнення на ЧЄ |
| Рік              | Етап               | Згр              | В                | Н                | П                | З                | Пр               |                  |
| ---------------- | ------------------ | ---------------- | ---------------- | ---------------- | ---------------- | ---------------- | ---------------- | ---------------- |
| Іспанія 1996     | Не кваліфікувалися | —                | —                | —                | —                | —                | —                |                  |
| Іспанія 1999     | Не кваліфікувалися | —                | —                | —                | —                | —                | —                |                  |
| Росія 2001       | Не кваліфікувалися | —                | —                | —                | —                | —                | —                |                  |
| Італія 2003      | Груповий етап      | 3                | 0                | 0                | 3                | 7                | 14               |                  |
| Чехія 2005       | Не кваліфікувалися | —                | —                | —                | —                | —                | —                |                  |
| Португалія 2007  | Не кваліфікувалися | —                | —                | —                | —                | —                | —                |                  |
| Угорщина 2010    | Груповий етап      | 2                | 0                | 0                | 2                | 1                | 7                |                  |
| Хорватія 2012    | Груповий етап      | 2                | 0                | 0                | 2                | 5                | 10               |                  |
| Бельгія 2014     | Чвертьфінал        | 3                | 1                | 0                | 2                | 9                | 13               |                  |
| Сербія 2016      | Груповий етап      | 2                | 0                | 0                | 2                | 3                | 11               |                  |
| Словенія 2018    | Чвертьфінал        | 3                | 1                | 1                | 1                | 4                | 5                |                  |
| Нідерланди 2022  | Груповий етап      | 3                | 0                | 2                | 1                | 7                | 8                |                  |
| Total            | 7/12               | 18               | 2                | 3                | 13               | 36               | 68               |                  |

### Гран-прі футзалу
| Досягнення у Гран-прі | Досягнення у Гран-прі | Досягнення у Гран-прі | Досягнення у Гран-прі | Досягнення у Гран-прі | Досягнення у Гран-прі | Досягнення у Гран-прі | Досягнення у Гран-прі | Досягнення у Гран-прі |
| Рік                   | Етап                  | Згр                   | В                     | Н                     | П                     | З                     | Пр                    |                       |
| --------------------- | --------------------- | --------------------- | --------------------- | --------------------- | --------------------- | --------------------- | --------------------- | --------------------- |
| Бразилія 2007         | Шосте місце           | 6                     | 2                     | 2                     | 2                     | 16                    | 17                    |                       |

### Кубок Середземномор'я з футзалу
| Досягнення у Кубку Середзенмномор'я | Досягнення у Кубку Середзенмномор'я | Досягнення у Кубку Середзенмномор'я | Досягнення у Кубку Середзенмномор'я | Досягнення у Кубку Середзенмномор'я | Досягнення у Кубку Середзенмномор'я | Досягнення у Кубку Середзенмномор'я | Досягнення у Кубку Середзенмномор'я | Досягнення у Кубку Середзенмномор'я |
| Рік                                 | Місце                               | Згр                                 | В                                   | Н                                   | П                                   | З                                   | Пр                                  |                                     |
| ----------------------------------- | ----------------------------------- | ----------------------------------- | ----------------------------------- | ----------------------------------- | ----------------------------------- | ----------------------------------- | ----------------------------------- | ----------------------------------- |
| Лівія 2010                          | Третє місце                         | 6                                   | 5                                   | 0                                   | 1                                   | 32                                  | 12                                  |                                     |

## Статистика
| Місце | Ім'я             | Матчів |
| ----- | ---------------- | ------ |
| 1     | Ігор Осредкар    | 181    |
| 2     | Крістіян Чуєц    | 128    |
| 3     | Бенджамін Мелінк | 124    |
| 4     | Ален Фетич       | 122    |
| 5     | Дамір Пушкар     | 115    |
| 6     | Рок Мордей       | 106    |
| 7     | Райко Уршич      | 91     |
| 8     | Гашпер Врховец   | 90     |
| 9     | Нейц Хозян       | 79     |
| 10    | Матей Фідершек   | 75     |

| Місце | Ім'я                | Голів |
| ----- | ------------------- | ----- |
| 1     | Ігор Осредкар       | 87    |
| 2     | Крістіян Чуєц       | 75    |
| 3     | Ален Фетич          | 48    |
| 4     | Гашпер Врховец      | 45    |
| 5     | Рок Мордей          | 41    |
| 6     | Бенджамін Мелінк    | 35    |
| 7     | Матей Фідершек      | 26    |
| 8     | Йоже Гачник         | 25    |
| 9     | Сенудін Джафіч      | 24    |
| 10    | Мілівойе Симеунович | 23    |

## Тренери
| Ім'я              | Період       |
| ----------------- | ------------ |
| Желько Пієтлович  | 1994–1995    |
| Душан Разборшек   | 1995–2000    |
| Дарко Кріжман     | 2001–2005    |
| Андрій Добовічник | 2005–2020    |
| Томіслав Горват   | 2020–наш час |